# Cegos
Le groupe Cegos (prononcé Cégos) est une entreprise française spécialisée dans la formation professionnelle continue.

## Histoire
L'organisme a été fondé à Paris en 1926 sous le nom de CGOST (Commission générale de l’organisation scientifique du travail), au sein de la Confédération générale de la production française (CGPF). Jean Milhaud, polytechnicien, en a été le premier secrétaire général. Cette organisation avait pour but de proposer des conseils d'organisation aux entreprises et à l'État, à travers l'organisation scientifique du travail.
Devenue association loi de 1901 en 1948, Cegos se développe comme groupe international à partir de 1958 sous la direction d'Octave Gélinier.  Elle est spécialisée dans le conseil et la formation continue. 